# Liste des titres musicaux numéro un en Autriche en 1984
Cette page liste les titres numéro un dans les meilleures ventes de disques en Autriche pour l'année 1984.

## Classement des singles
| №  | Date          | Artiste                      | Titre                           |
| -- | ------------- | ---------------------------- | ------------------------------- |
| 1  | 1er janvier   | Kenny Rogers & Dolly Parton  | Islands in the Stream           |
| 2  | 15 janvier    | Kenny Rogers & Dolly Parton  | Islands in the Stream           |
| 3  | 1er février   | Nino de Angelo               | Jenseits von Eden               |
| 4  | 15 février    | Masquerade                   | Guardian Angel                  |
| 5  | 1er mars      | Masquerade                   | Guardian Angel                  |
| 6  | 15 mars       | Masquerade                   | Guardian Angel                  |
| 7  | 1er avril     | Masquerade                   | Guardian Angel                  |
| 8  | 15 avril      | Stefan Waggershausen & Alice | Zu nah am Feuer                 |
| 9  | 1er mai       | Stefan Waggershausen & Alice | Zu nah am Feuer                 |
| 10 | 15 mai        | Anita                        | Einfach weg                     |
| 11 | 1er juin      | Queen                        | I Want to Break Free            |
| 12 | 15 juin       | Queen                        | I Want to Break Free            |
| 13 | 1er juillet   | Laura Branigan               | Self Control                    |
| 14 | 15 juillet    | Laura Branigan               | Self Control                    |
| 15 | 1er août      | Laura Branigan               | Self Control                    |
| 16 | 15 août       | S.T.S.                       | Fürstenfeld                     |
| 17 | 1er septembre | S.T.S.                       | Fürstenfeld                     |
| 18 | 15 septembre  | S.T.S.                       | Fürstenfeld                     |
| 19 | 1er octobre   | KGB                          | Motorboot                       |
| 20 | 15 octobre    | Stevie Wonder                | I Just Called to Say I Love You |
| 21 | 1er novembre  | Stevie Wonder                | I Just Called to Say I Love You |
| 22 | 15 novembre   | Stevie Wonder                | I Just Called to Say I Love You |
| 23 | 1er décembre  | Scotch                       | Disco Band                      |
| 24 | 15 décembre   | Scotch                       | Disco Band                      |

## Classement des albums
| №  | Date          | Artiste         | Titre                            |
| -- | ------------- | --------------- | -------------------------------- |
| 1  | 1er janvier   | Otto            | Hilfe, Otto kommt!               |
| 2  | 15 janvier    | Otto            | Hilfe, Otto kommt!               |
| 3  | 1er février   | Otto            | Hilfe, Otto kommt!               |
| 4  | 15 février    | Bande originale | Cats (Deutsche Originalaufnahme) |
| 5  | 1er mars      | Bande originale | Cats (Deutsche Originalaufnahme) |
| 6  | 15 mars       | Nena            | ? (Fragezeichen)                 |
| 7  | 1er avril     | Nena            | ? (Fragezeichen)                 |
| 8  | 15 avril      | Nena            | ? (Fragezeichen)                 |
| 9  | 1er mai       | Andy Borg       | Zärtliche Lieder                 |
| 10 | 15 mai        | Andy Borg       | Zärtliche Lieder                 |
| 11 | 1er juin      | Falco           | Junge Römer                      |
| 12 | 15 juin       | Falco           | Junge Römer                      |
| 13 | 1er juillet   | Bande originale | Footloose                        |
| 14 | 15 juillet    | S.T.S.          | Überdosis G’fühl                 |
| 15 | 1er août      | S.T.S.          | Überdosis G’fühl                 |
| 16 | 15 août       | S.T.S.          | Überdosis G’fühl                 |
| 17 | 1er septembre | S.T.S.          | Überdosis G’fühl                 |
| 18 | 15 septembre  | Wolfgang Ambros | Der Sinn des Lebens              |
| 19 | 1er octobre   | Wolfgang Ambros | Der Sinn des Lebens              |
| 20 | 15 octobre    | Wolfgang Ambros | Der Sinn des Lebens              |
| 21 | 1er novembre  | Wolfgang Ambros | Der Sinn des Lebens              |
| 22 | 15 novembre   | Wolfgang Ambros | Der Sinn des Lebens              |
| 23 | 1er décembre  | Sade            | Diamond Life                     |
| 24 | 15 décembre   | Sade            | Diamond Life                     |